# Joakim Segedi
Joakim Segedi (* 27. Oktober 1904 in Rusky Kerestur, Österreich-Ungarn, heute Vojvodina, Serbien; † 20. März 2004 in Križevci, Kroatien) war Weihbischof der griechisch-katholischen Diözese Križevci.

## Leben
Joakim Segedi empfing am 4. September 1927 kurz vor Vollendung seines 23. Lebensjahres die Priesterweihe in der griechisch-katholischen Diözese Križevci. Am 24. Februar 1963 wurde Segedi zum Weihbischof in Križevci ernannt, zugleich erfolgte seine Ernennung zum Titularbischof von Gypsaria. Die Bischofsweihe spendete ihm am 28. Juli 1963 der spätere Kardinal Jossyf Slipyj, ukrainisch griechisch-katholischer Erzbischof von Lemberg; Mitkonsekratoren waren Erzbischof Gabrijel Bukatko, Apostolischer Administrator von Križevci, und Augustine Eugene Hornyak OSBM, Apostolischer Exarch von England und Wales. Joakim Segedi war bis zum 27. Oktober 1984 Weihbischof der griechisch-katholischen Diözese Križevci. Zugleich trat er im Alter von 80 Jahren seinen Ruhestand an. Im Alter von 99 Jahren wurde Joakim Segedi am 17. März 2004 zum Titularerzbischof von Gypsaria ernannt. Drei Tage später, am 20. März 2004, starb Joakim Segedi im Alter von 99 Jahren im Bistum Križevci. Er war insgesamt 76 Jahre lang pastoral als Priester tätig, zudem 40 Jahre lang als Bischof.